# Svájc az 1960. évi téli olimpiai játékokon
Svájc az egyesült államokbeli Squaw Valleyben megrendezett 1960. évi téli olimpiai játékok egyik részt vevő nemzete volt. Az országot az olimpián 4 sportágban 21 sportoló képviselte, akik összesen 2 érmet szereztek.

## Érmesek
| Érem  | Versenyző    | Sportág  | Versenyszám            |
| ----- | ------------ | -------- | ---------------------- |
| Arany | Roger Staub  | Alpesisí | Férfi óriás-műlesiklás |
| Arany | Yvonne Rüegg | Alpesisí | Női óriás-műlesiklás   |

## Alpesisí
Férfi
| Versenyző        | Versenyszám      | 1. futam | 1. futam | 2. futam | 2. futam | Összesítés | Összesítés |
| Versenyző        | Versenyszám      | Idő      | Hely.    | Idő      | Hely.    | Idő        | Helyezés   |
| ---------------- | ---------------- | -------- | -------- | -------- | -------- | ---------- | ---------- |
| Jakob Arduser    | Lesiklás         |          |          |          |          | 2:10,9     | 13.        |
| Fredy Brupbacher | Óriás-műlesiklás |          |          |          |          | 1:55,0     | 22.        |
| Willi Forrer     | Lesiklás         |          |          |          |          | 2:07,8     | 4.         |
| Willi Forrer     | Műlesiklás       | 1:16,1   | 16.*     | kizárták | kizárták | kiesett    | kiesett    |
| Willi Forrer     | Óriás-műlesiklás |          |          |          |          | 1:53,9     | 20.        |
| Adolf Mathis     | Műlesiklás       | 1:13,9   | 15.      | 1:09,6   | 20.      | 2:23,5     | 15.        |
| Nando Pajarola   | Lesiklás         |          |          |          |          | 2:15,4     | 20.*       |
| Nando Pajarola   | Óriás-műlesiklás |          |          |          |          | 1:56,2     | 25.        |
| Roger Staub      | Lesiklás         |          |          |          |          | 2:08,9     | 5.         |
| Roger Staub      | Műlesiklás       | kizárták | kizárták | kiesett  | kiesett  |            |            |
| Roger Staub      | Óriás-műlesiklás |          |          |          |          | 1:48,3     |            |

Női
| Versenyző                | Versenyszám      | 1. futam | 1. futam | 2. futam | 2. futam | Összesítés | Összesítés |
| Versenyző                | Versenyszám      | Idő      | Hely.    | Idő      | Hely.    | Idő        | Helyezés   |
| ------------------------ | ---------------- | -------- | -------- | -------- | -------- | ---------- | ---------- |
| Madeleine Chamot-Berthod | Műlesiklás       | 1:12,1   | 37.      | 1:03,3   | 22.      | 2:15,4     | 28.        |
| Madeleine Chamot-Berthod | Óriás-műlesiklás |          |          |          |          | 1:41,9     | 9.**       |
| Margrit Gertsch          | Lesiklás         |          |          |          |          | 1:50,4     | 26.        |
| Liselotte Michel         | Lesiklás         |          |          |          |          | 2:01,0     | 35.        |
| Liselotte Michel         | Műlesiklás       | 58,8     | 13.      | 59,2     | 6.*      | 1:58,0     | 5.*        |
| Liselotte Michel         | Óriás-műlesiklás |          |          |          |          | 1:42,5     | 14.        |
| Yvonne Rüegg             | Lesiklás         |          |          |          |          | 1:41,6     | 9.*        |
| Yvonne Rüegg             | Műlesiklás       | kizárták | kizárták | kiesett  | kiesett  | kiesett    | kiesett    |
| Yvonne Rüegg             | Óriás-műlesiklás |          |          |          |          | 1:39,9     |            |
| Georges Schneider        | Műlesiklás       | 1:13,0   | 14.      | 1:39,7   | 38.      | 2:52,7     | 31.        |
| Annemarie Waser          | Lesiklás         |          |          |          |          | kizárták   | kizárták   |
| Annemarie Waser          | Műlesiklás       | 57,6     | 7.       | kizárták | kizárták | kiesett    | kiesett    |
| Annemarie Waser          | Óriás-műlesiklás |          |          |          |          | 1:46,0     | 23.        |

* - egy másik versenyzővel azonos eredményt ért el

** - két másik versenyzővel azonos eredményt ért el

## Műkorcsolya
| Versenyző         | Versenyszám  | Kötelező elemek   | Kötelező elemek | Kűr               | Kűr   | Összesítés                     | Összesítés                     | Összesítés                     | Összesítés                     | Összesítés                     | Összesítés                     | Összesítés                     | Összesítés                     | Összesítés                     | Összesítés        | Összesítés        | Összesítés  | Összesítés | Összesítés |
| Versenyző         | Versenyszám  | Kötelező elemek   | Kötelező elemek | Kűr               | Kűr   | Helyezési pontszámok bírónként | Helyezési pontszámok bírónként | Helyezési pontszámok bírónként | Helyezési pontszámok bírónként | Helyezési pontszámok bírónként | Helyezési pontszámok bírónként | Helyezési pontszámok bírónként | Helyezési pontszámok bírónként | Helyezési pontszámok bírónként | Több. hely. száma | Több. hely. össz. | Hely. össz. | Pont       | Helyezés   |
| Versenyző         | Versenyszám  | Több. hely. száma | Hely.           | Több. hely. száma | Hely. | 1                              | 2                              | 3                              | 4                              | 5                              | 6                              | 7                              | 8                              | 9                              | Több. hely. száma | Több. hely. össz. | Hely. össz. | Pont       | Helyezés   |
| ----------------- | ------------ | ----------------- | --------------- | ----------------- | ----- | ------------------------------ | ------------------------------ | ------------------------------ | ------------------------------ | ------------------------------ | ------------------------------ | ------------------------------ | ------------------------------ | ------------------------------ | ----------------- | ----------------- | ----------- | ---------- | ---------- |
| Hubert Köpfler    | Férfi egyéni | 6×12+             | 12.             | 6×14+             | 14.   | 12,0                           | 12,0                           | 14,0                           | 12,0                           | 16,0                           | 13,0                           | 12,0                           | 12,0                           | 11,0                           | 6×12+             | 71,0              | 114,0       | 1217,0     | 11.        |
| Liliane Crosa     | Női egyéni   | 5×21+             | 22.             | 8×18+             | 17.   | 22,0                           | 19,0                           | 19,0                           | 18,0                           | 17,0                           | 17,0                           | 20,0                           | 22,0                           | 17,0                           | 6×19+             | 107,0             | 171,0       | 1157,4     | 20.        |
| Franziska Schmidt | Női egyéni   | 6×21+             | 21.             | 6×19+             | 19.   | 20,0                           | 20,0                           | 20,0                           | 22,0                           | 22,0                           | 18,0                           | 22,0                           | 18,0                           | 22,0                           | 5×20+             | 96,0              | 184,0       | 1141,8     | 22.        |

## Sífutás
Férfi
| Versenyző                                                | Versenyszám     | Eredmény      | Helyezés      |
| -------------------------------------------------------- | --------------- | ------------- | ------------- |
| Alphonse Baume                                           | 15 km           | 55:58,9       | 27.           |
| Alphonse Baume                                           | 30 km           | 2:02:04,2     | 24.           |
| Konrad Hischier                                          | 15 km           | 57:43,9       | 39.           |
| Marcel Huguenin                                          | 15 km           | 57:36,7       | 37.           |
| Marcel Huguenin                                          | 30 km           | 2:03:25,6     | 28.           |
| Lorenz Possa                                             | 15 km           | 56:30,1       | 31.           |
| Lorenz Possa                                             | 30 km           | 2:05:41,2     | 32.           |
| Fritz Kocher                                             | 30 km           | nem ért célba | nem ért célba |
| Fritz Kocher Marcel Huguenin Lorenz Possa Alphonse Baume | 4 × 10 km váltó | 2:29:36,8     | 8.            |

## Síugrás
| Versenyző       | 1. ugrás | 1. ugrás | 1. ugrás | 2. ugrás | 2. ugrás | 2. ugrás | Összesítés | Összesítés |
| Versenyző       | Távolság | Pont     | Hely.    | Távolság | Pont     | Hely.    | Pont       | Helyezés   |
| --------------- | -------- | -------- | -------- | -------- | -------- | -------- | ---------- | ---------- |
| Andreas Däscher | 86,0     | 101,1    | 18.      | 77,0     | 100,1    | 24.      | 201,2      | 20.        |